# Borislav Pekić
Borislav Pekić (Podgorica, 4. veljače 1930. – London, 2. srpnja 1992.) bio je srpski književnik.

## Životopis
Pekić je rođen u Podgorici, otac mu je bio visoki državni činovnik, tako da su se često selili, kao dijete Pekić je živio u Starom i Novom Bečeju, Mrkonjić Gradu, Kninu i Cetinju. Poslije rata dovršava gimnaziju u Beogradu, gdje ga zlokobne 1948. kad se Tito obračunavao sa Staljinom i staljinistima dohvaća nemilosrdni režim, jer je bio član ilegalne studentsko-gimnazijske organizacije "Savez demokratske omladine Jugoslavije". Pekić je osuđen po "Zakonu o krivičnim djelima protiv naroda i države", na prvostupanjskom sudu na 10 godina, a potom na Vrhovnom sudu NR Srbije kazna mu je povećana na 15 godina zatvora s prisilnim radom. Pomilovan je 29. studenog 1953. godine, na Dan republike.
Po izlasku iz zatvora studira u Beogradu eksperimentalnu psihologiju. Emigrirao je u London 1971. godine. Kad se SFRJ raspadala vratio se, 1989. godine je zajedno s dvanaest srbijanskih intelektualaca osnovao Demokratsku stranku, kojoj je 1990. godine postao potpredsjednik. Na izborima 1991. bio je kandidat Demokratske stranke u beogradskoj općini Rakovica gdje ga je pobijedio protukandidat Vojislav Šešelj.

## Nepotpun popis djela
- Vreme čuda, Prosveta, Beograd, 1965.
- Hodočašće Arsenija Njegovana, Prosveta, Beograd, 1970.
- Zlatno runo, Prosveta, Beograd, 1978.
- Besnilo, Sveučilišna naklada Liber, Zagreb, 1983.
- Godine koje su pojeli skakavci, BIGZ, Beograd, 1987.
- Pisma iz tuđine, Znanje, Zagreb, 1987.
- Atlantida, Znanje, Zagreb, 1988.

## Nagrade
Pekić je dobitnik brojnih nagrada, neke od važnijih:
- 1970. NIN-ova nagrada za roman Hodočašće Arsenija Njegovana
- 1972. Nagrada za komediju godine na Sterijinom pozorju
- 1982. Nagrada Radio Zagreba
- 1984. Nagrada Beogradski pobjednici za najčitaniju knjigu
- 1984. Godišnja Nagrada Udruženja književnika Srbije za sabrana djela
- 1987. Njegoševa nagrada za Zlatno runo (sedam svezaka)
- 1987. Nagrada "Miloš Crnjanski" za drugi svezak romana Godine koje su pojeli skakavci
- 1988. Nagrada Ivan Goran Kovačić za roman Atlantida

## Spomen
- Fond Borislav Pekić, osnovan 1993. godine[4]
- Osnovna škola Borislav Pekić, Beograd[5]

## Vanjske poveznice
Mrežna mjesta
- Borislav Pekić stranica o Pekiću na SANU
- Pekić, Borislav Hrvatska enciklopedija
- Mirko Kovač, Iz bilježnice o Borisavu Pekiću, Sarajevske sveske 13/2006.
- Borislav Pekić (1930.-1992.), Galerija Biblioteke grada Beograda, 2007., katalog izložbe